# Pierre-Charles Pathé
Pour les articles homonymes, voir Pathé (homonymie).
Pierre-Charles Pathé est un journaliste français né le 9 juillet 1910 à Boulogne-sur-Mer et mort le 14 novembre 1997 à Villejuif. Fils de l'industriel Charles Pathé, il publie en 1959 un « Essai sur le phénomène soviétique » dans lequel il étudie l'évolution de l’URSS depuis 1917.

## Biographie
Pierre-Charles Pathé reçoit une éducation bourgeoise mais anti-conformiste. Il étudie le droit, les mathématiques et les sciences politiques et apprend le russe. Il crée en 1961 le bulletin du Centre d'informations scientifiques, économiques et politiques et signe des articles sous le pseudonyme de Charles Morand dans France Observateur, Libération et L'Événement d'Emmanuel d'Astier de La Vigerie, puis dans Réalités et La Vie ouvrière (publiée par la CGT).
Travaillant avec les services de renseignement soviétiques à partir de 1959, Pathé est arrêté le 5 juillet 1979 au moment où son officier traitant lui remet des documents . 
Il est condamné le 23 mai 1980 à cinq ans de prison par la Cour de sûreté de l'État sur le fondement d'un article du Code pénal, utilisé pour la première fois dans ce procès, et visant les intérêts diplomatiques, économiques et politiques essentiels de la France, pour notamment avoir accepté de l'argent pour disséminer de la désinformation soviétique depuis 1959. Pathé est considéré comme le premier et l'un des seuls agents d'influence ayant été arrêté en France. Il est gracié en 1981, par François Mitterrand qui vient d'accéder au pouvoir.
Au cours de son procès, il évoque notamment les déclarations inédites en France à cette époque d'un ancien dirigeant de la CIA au sujet de la création du syndicat Force ouvrière à l'aide de fonds provenant de cette Agence, se défendant pour sa part d'avoir fait autre chose que faire connaître la civilisation russe.
Il a eu notamment pour officiers traitants Youri Borissov et Igor Kouznetsov, affecté à la délégation soviétique auprès de l'UNESCO, qui lui alloue en 1976 trente mille francs pour la création de Synthesis, un bulletin d'analyse politique diffusé par abonnement à cinq cents personnalités politiques et journalistes et publié de juillet 1976 à juillet 1979. D'autres sommes lui seront versées par la suite.